# Bosque Farms
Bosque Farms es una villa ubicada en el condado de Valencia en el estado estadounidense de Nuevo México. En el Censo de 2010 tenía una población de 3904 habitantes y una densidad poblacional de 379,02 personas por km².

## Geografía
Bosque Farms se encuentra ubicada en las coordenadas 34°50′52″N 106°42′2″O / 34.84778, -106.70056. Según la Oficina del Censo de los Estados Unidos, Bosque Farms tiene una superficie total de 10.3 km², de la cual 10.28 km² corresponden a tierra firme y (0.15%) 0.02 km² es agua.

## Demografía
Según el censo de 2010, había 3904 personas residiendo en Bosque Farms. La densidad de población era de 379,02 hab./km². De los 3904 habitantes, Bosque Farms estaba compuesto por el 83.86% blancos, el 0.44% eran afroamericanos, el 2.82% eran amerindios, el 0.61% eran asiáticos, el 0% eran isleños del Pacífico, el 9.2% eran de otras razas y el 3.07% pertenecían a dos o más razas. Del total de la población el 37.47% eran hispanos o latinos de cualquier raza.